# Diecéze Aëtus
Diecéze Aëtus je titulární  diecéze římskokatolické církve.

## Historie
Aëtus, ztotožnitelný s městem Aëtos v dnešním  Řecku, je starobylé biskupské sídlo v někdejší římské provincii Epirus Vetus. Bylo součástí římského patriarchátu, později po 9. století pak konstantinopolského patriarchátu, a sufragánnou arcidiecéze Nicopolis v Epiru, později potom arcidiecéze Naupactus.
Z prvního tisíciletí nejsou známí žádní biskupové této diecéze. 
Dnes je využívána jako titulární biskupské sídlo; v současnosti nemá svého titulárního biskupa.

## Seznam titulárních biskupů
- Johannes Willem Maria Bluijssen (1961–1966)